# كورت فريك
كورت فريك (بالألمانية: Kurt Fricke)‏ هو ضابط بالبحرية الألمانية ‏ ألماني، ولد في 8 نوفمبر 1889 في برلين في ألمانيا، وتوفي بنفس المكان في 2 مايو 1945.